# Щекотово (Кашинский район)
Щёкотово — деревня в Кашинском городском округе Тверской области России.

## География
Деревня находится на левом берегу реки Медведица в 22 км на юго-запад от города Кашина.

## История
В 1879 году в селе была построена каменная Иоанна Богословская церковь. 
В конце XIX — начале XX века село входило в состав Медведицкой волости Кашинского уезда Тверской губернии. 
С 1929 года деревня являлась центром Коробовского сельсовета Кашинского района Бежецкого округа Московской области, с 1935 года — в составе Калининской области, с 1994 года — в составе Коробовского сельского округа, с 2005 года — в составе Барыковского сельского поселения, с 2018 года — в составе Кашинского городского округа.

## Население
| 1859 | 1889 | 2002 | 2010 |
| ---- | ---- | ---- | ---- |
| 403  | ↗430 | ↘76  | ↘59  |